# Lamine Moulahi
Lamine Moulahi, né le 20 août 1961 à Sbeïtla, est un haut fonctionnaire, professeur et homme politique tunisien. Il est secrétaire d'État auprès du ministre de la Santé publique du 17 janvier au 1er juillet 2011, au sein du gouvernement de Mohamed Ghannouchi puis dans celui de Béji Caïd Essebsi.

## Biographie

### Études
Lamine Moulahi suit toute sa scolarité, jusqu'à la fin du lycée, dans sa ville natale de Sbeïtla. En 1985, il obtient une maîtrise en sciences du travail à l'Institut national du travail et des études sociales de Tunis (rattaché à l'université de Carthage). En 1988, il décroche un diplôme de troisième cycle à l'Institut tuniso-algérien d'économie douanière et fiscale, lui-même situé en Algérie.

### Carrière dans la fonction publique et le professorat
À partir de 1988, il travaille au département chargé du budget, au sein du ministère des Finances. De cette date, jusqu'à 2011, il supervise le suivi des secteurs dits « sociaux », liés notamment à l'éducation, l'enseignement supérieur, la formation professionnelle, l'emploi et les affaires sociales. En 2002, il prend la charge du suivi du secteur sanitaire. Il occupe ce poste jusqu'en 2007, date à laquelle il devient directeur général auprès de la direction de la synthèse et analyse des dépenses. Entre 2009 et 2011, il est chargé de mission auprès du ministre des Finances.
À partir de 2009, il est également professeur de finances publiques au sein de l'École nationale d'administration ainsi qu'à l'École nationale des finances.

### Carrière politique
À la suite de la révolution de 2011, Lamine Moulahi est nommé secrétaire d'État auprès du ministre de la Santé publique dans le gouvernement d'union nationale de Mohamed Ghannouchi. Ses ministres de la Santé référents sont Mustapha Ben Jaafar (jusqu'au 27 janvier) puis Habiba Zéhi Ben Romdhane ; c'est alors la première fois dans l'histoire politique de la Tunisie qu'une femme ministre a sous sa tutelle un secrétaire d'État masculin. Il est reconduit dans le gouvernement suivant, qu'il quitte le 1er juillet 2011. Le 24 août, il est nommé PDG de la Pharmacie centrale de Tunisie.

## Vie privée
Lamine Moulahi est marié et père de trois enfants.